# Svätý Jur
Svätý Jur (nom de 1960 à 1990 : Jur pri Bratislave, allemand : Sankt Georgen, hongrois : Szentgyörgy) est une ville de la région de Bratislava, en Slovaquie, à 14 km au nord-est de Bratislava. Sa population est de 5 600 habitants.

## Histoire
La plus ancienne mention de Svätý Jur remonte à 1209.

## Galerie

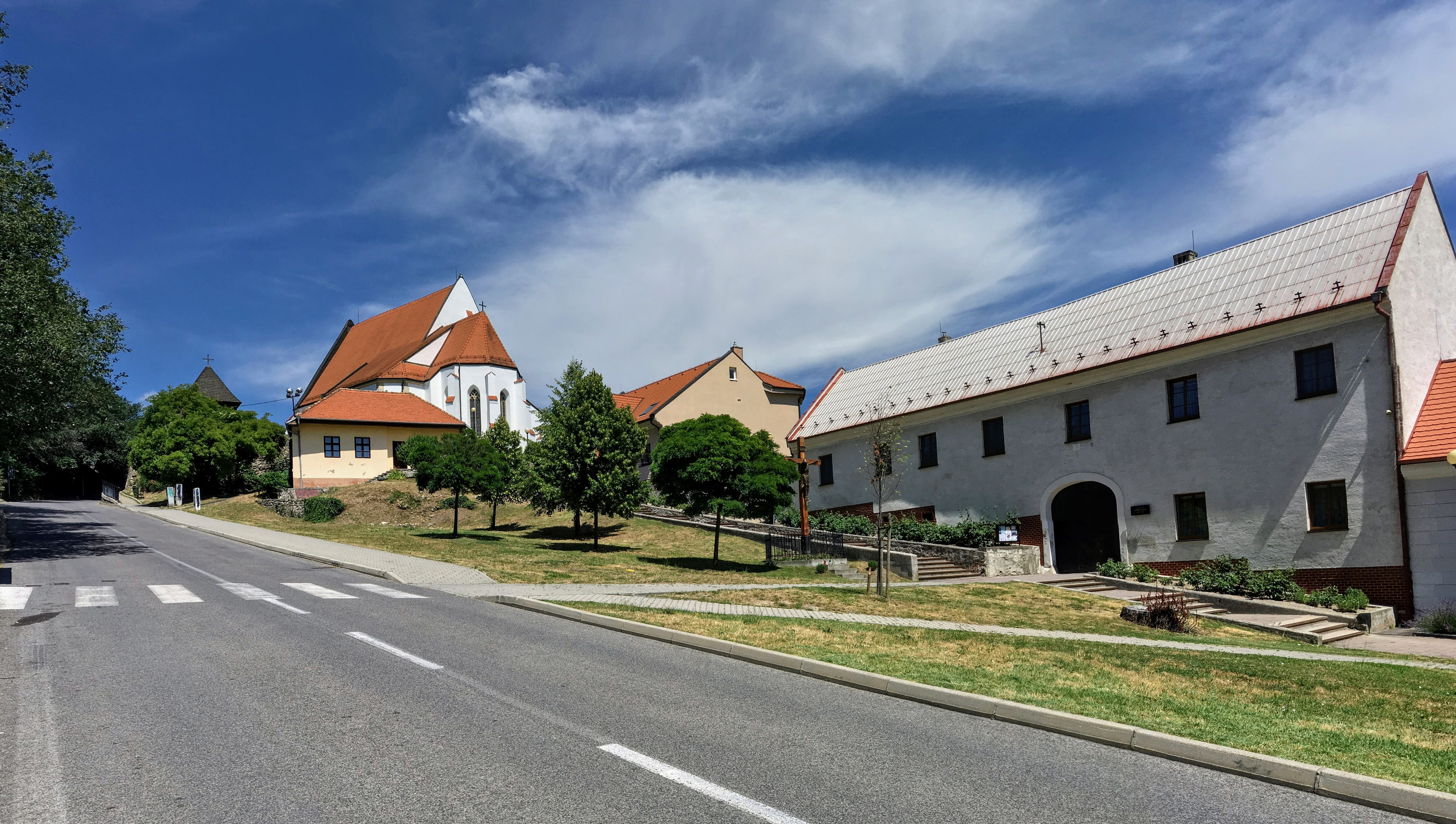
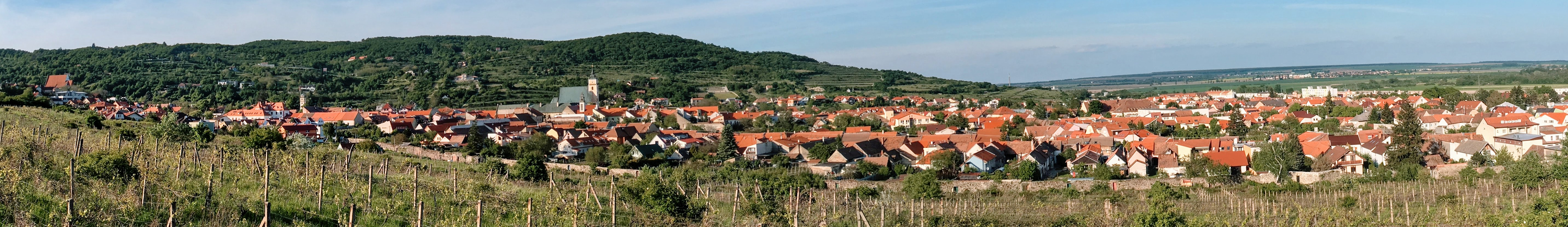
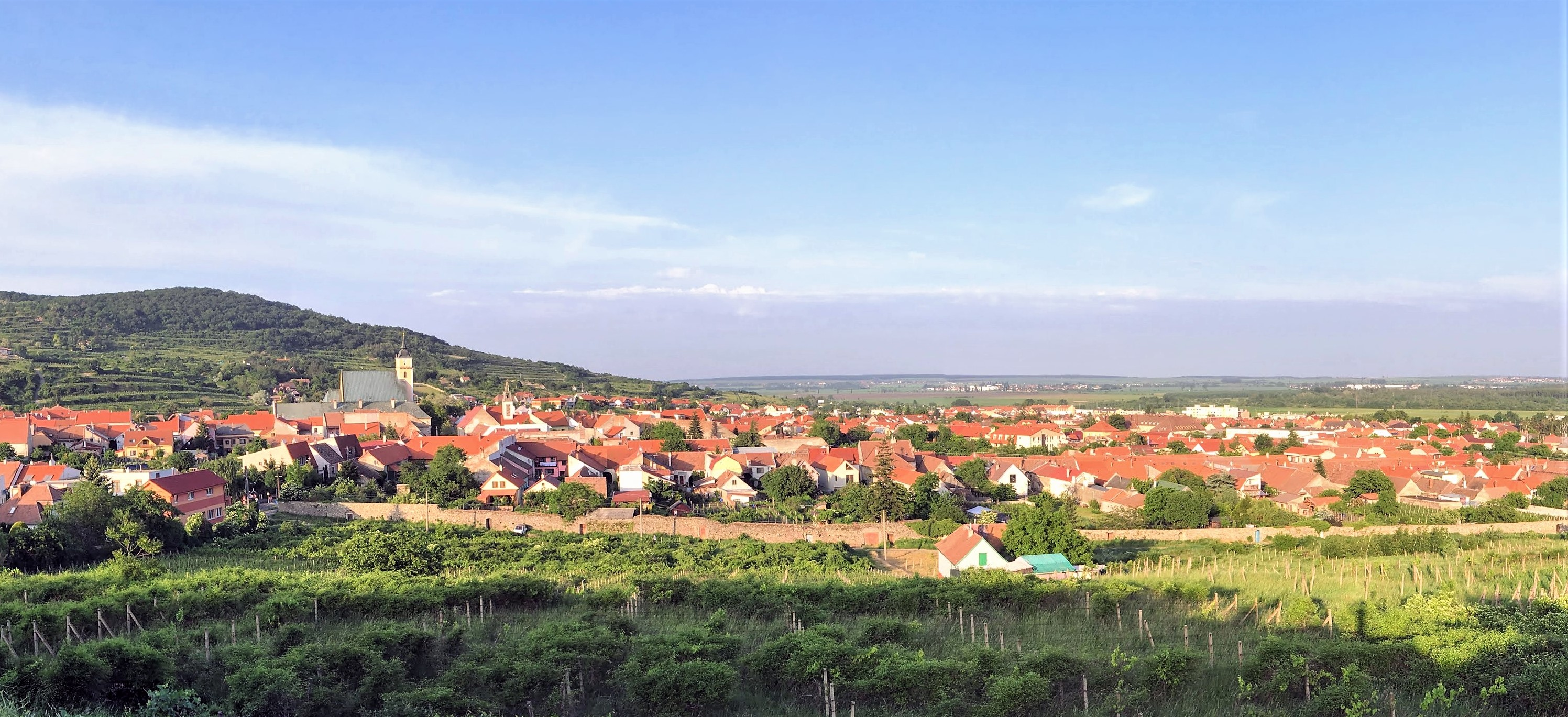
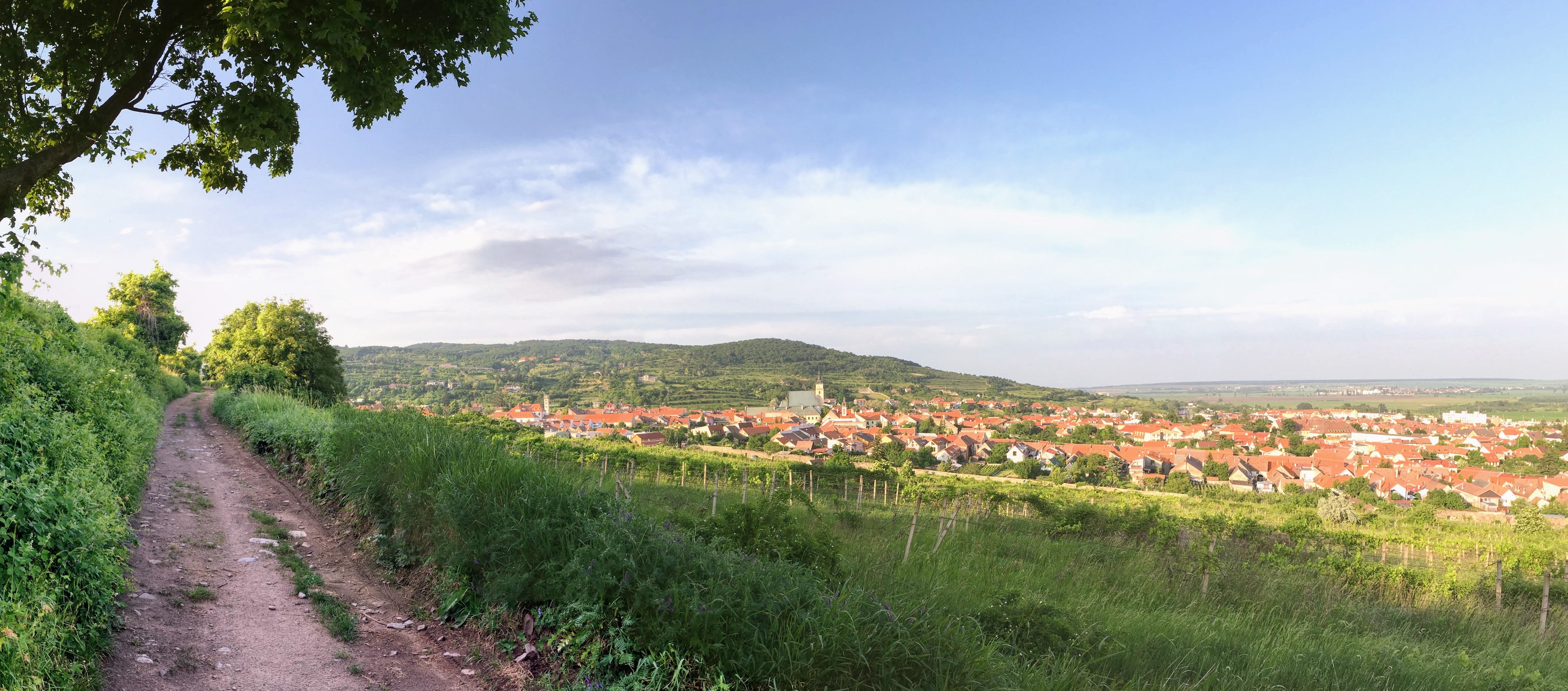
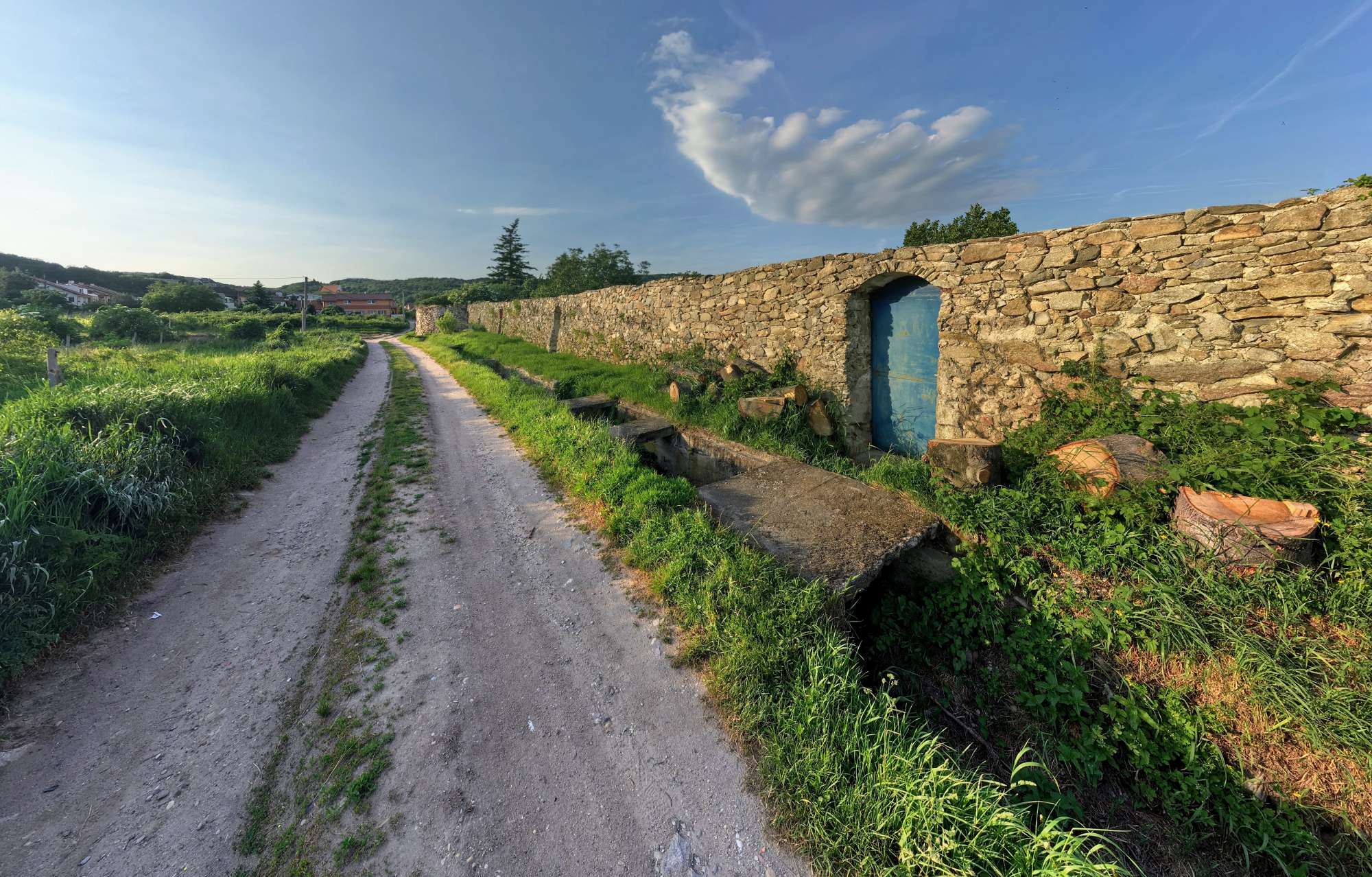
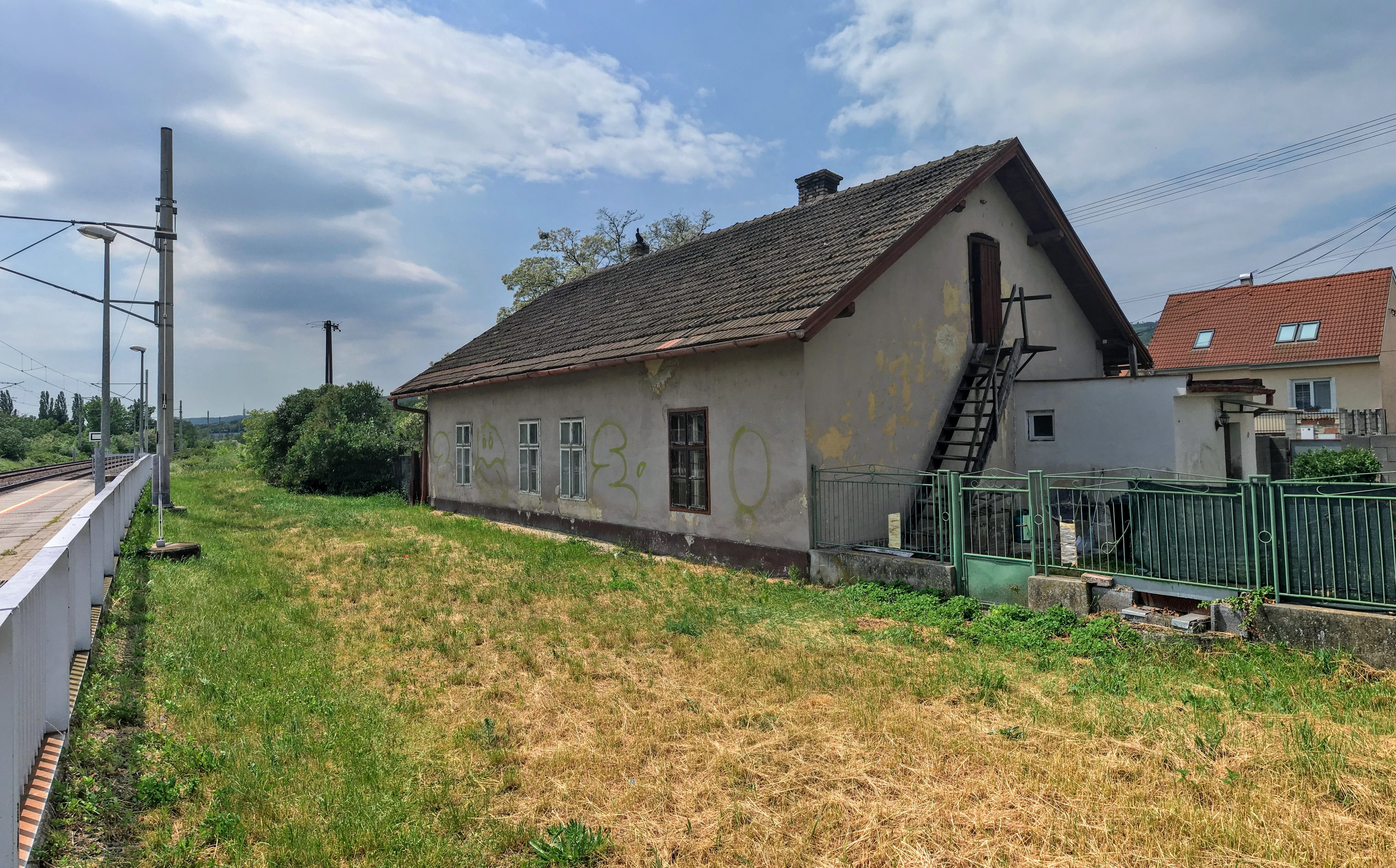
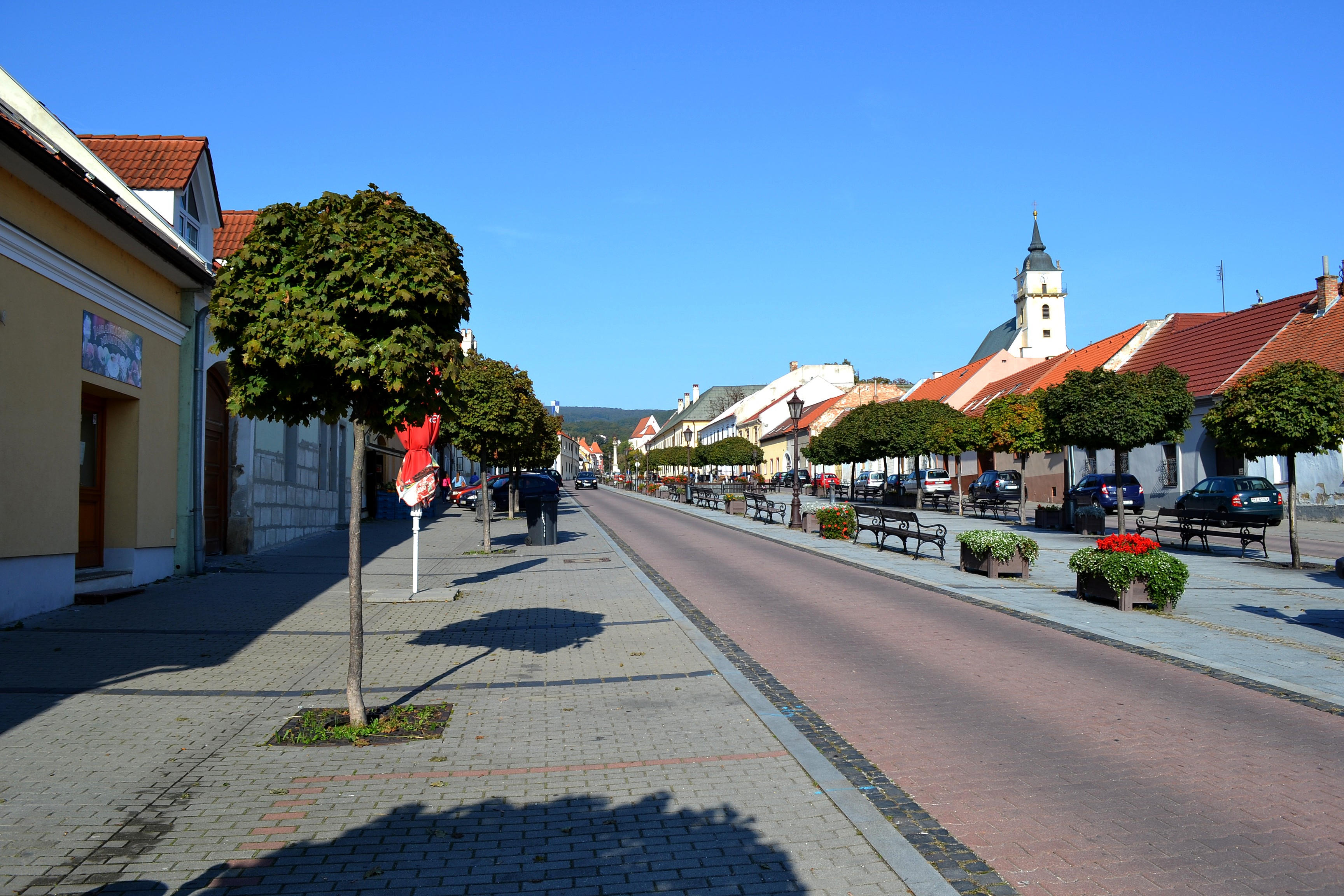
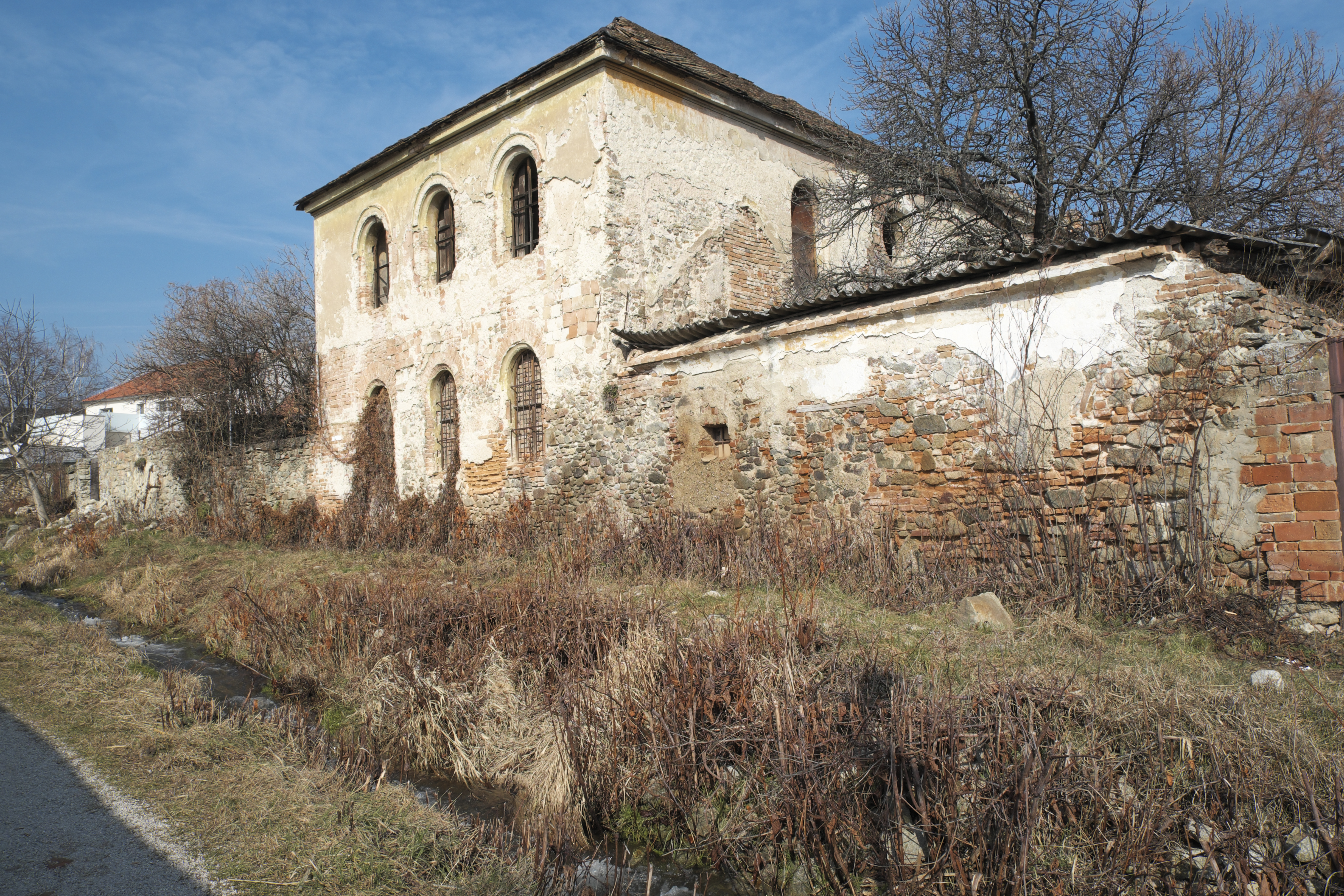
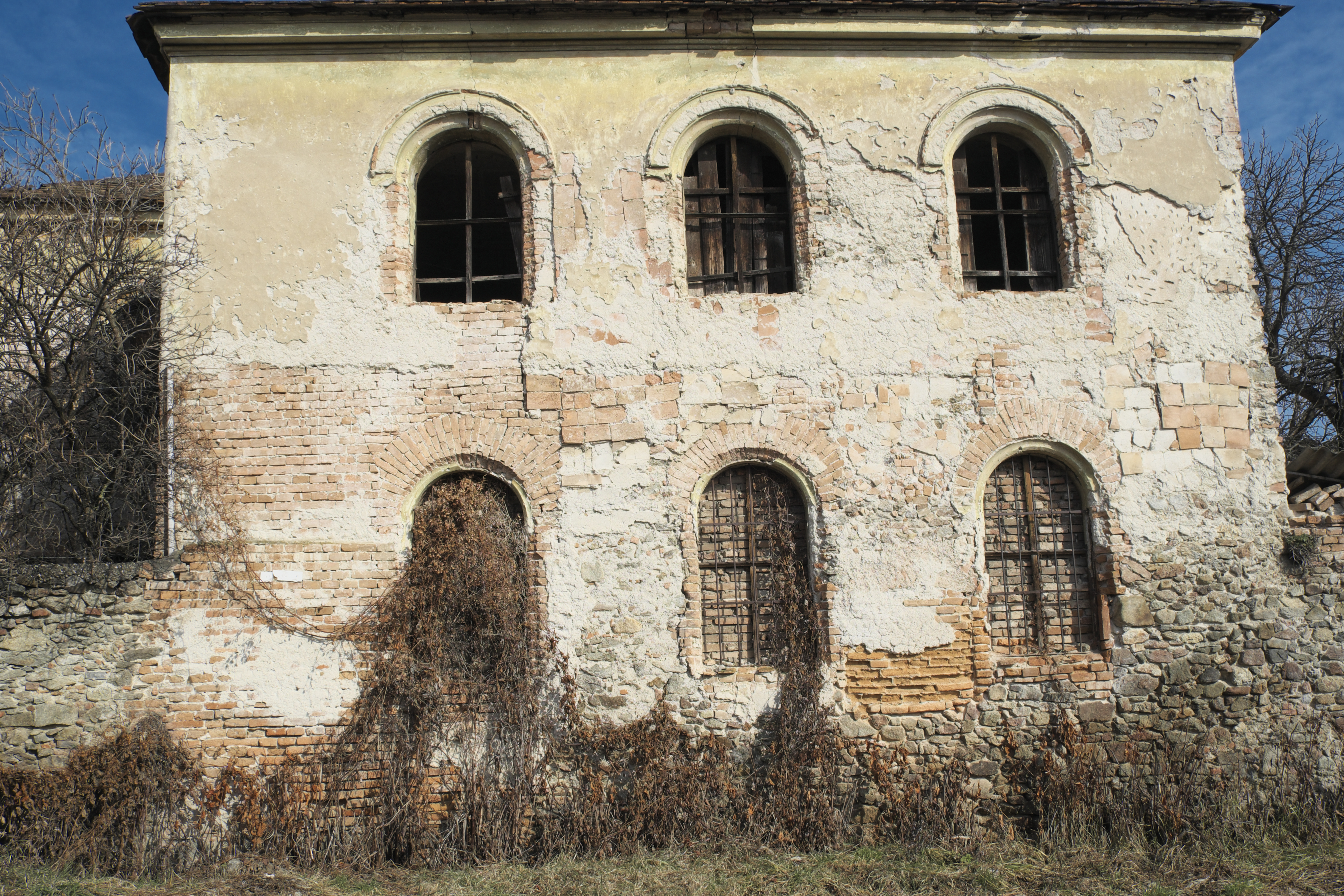

## Démographie

### Évolution de la population
| Année:               | 1994. | 2004.   | 2014.    | 2024.   |
| -------------------- | ----- | ------- | -------- | ------- |
| Nombre de personnes: | 4529  | 4799    | 5500     | 6010    |
| Différence:          |       | +5,96 % | +14,60 % | +9,27 % |

| Année:               | 2023. | 2024.   |
| -------------------- | ----- | ------- |
| Nombre de personnes: | 5983  | 6010    |
| Différence:          |       | +0,45 % |